# Corydon (Indiana)
Corydon város az USA Indiana államában. Lakosainak száma 3153 fő (2020. április 1.).

## Népesség
A település népességének változása:

| 2020 | 3 153 |